# Wilhelm von Schütz
Pour les articles homonymes, voir Schütz.
Christian Wilhelm von Schütz (Berlin, 13 avril 1776 - Leipzig 9 août 1847) est un auteur prussien.

## Biographie
Wilhelm Schütz est le fils aîné du conseiller des finances Johann George von Schütz (de), qui, avec ses fils, est élevé à la pairie en 1803 ; son frère est le directeur des impôts de la province de Cologne, Karl August von Schütz (de). 
Schütz était un écrivain romantique, qui est devenu célèbre en tant que dramaturge avec Lacrimas, édité 1802. Il est ami avec Ludwig Tieck. Il a notamment traduit à partir de 1822 l'ouvrage : Histoire de ma vie de Casanova, pour l’édition allemande des 12 volumes que comptent ses fameuses mémoires. De 1842 à 1846, il a été le rédacteur en chef de la revue catholique Anticelsus.

## Travail d'étude au sujet de Schütz
- Friedrich Hebbel : Wilhelm von Schütz. Dissertation, Vienne, 1928.
- Joseph Goebbels : Wilhelm von Schütz als Dramatiker. Ein Beitrag zur Geschichte des Dramas der Romantischen Schule (Wilhelm von Schütz, comme dramaturge. Une contribution à l'histoire du drame de l'école romantique). Dissertation, Heidelberg, 1922.